# Stenidius finicola
Stenidius finicola es una especie de coleóptero de la familia Anthicidae.

## Distribución geográfica
Habita en Pakistán.